# Cong
Cong (iriska: Conga) är en ort i republiken Irland.   Den ligger i grevskapet Maigh Eo och provinsen Connacht, i den nordvästra delen av landet, 200 km väster om huvudstaden Dublin. Cong ligger 10 meter över havet och antalet invånare är 178. Den ligger vid sjön Lough Corrib.
Terrängen runt Cong är huvudsakligen platt, men västerut är den kuperad.Runt Cong är det ganska glesbefolkat, med 29 invånare per kvadratkilometer. Närmaste större samhälle är Ballinrobe, 11,6 km norr om Cong. 